# St. Viktor (Damme)

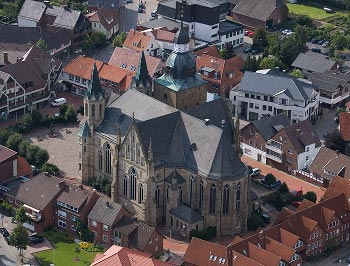
Luftaufnahme der St.-Viktor-Kirche in Damme.

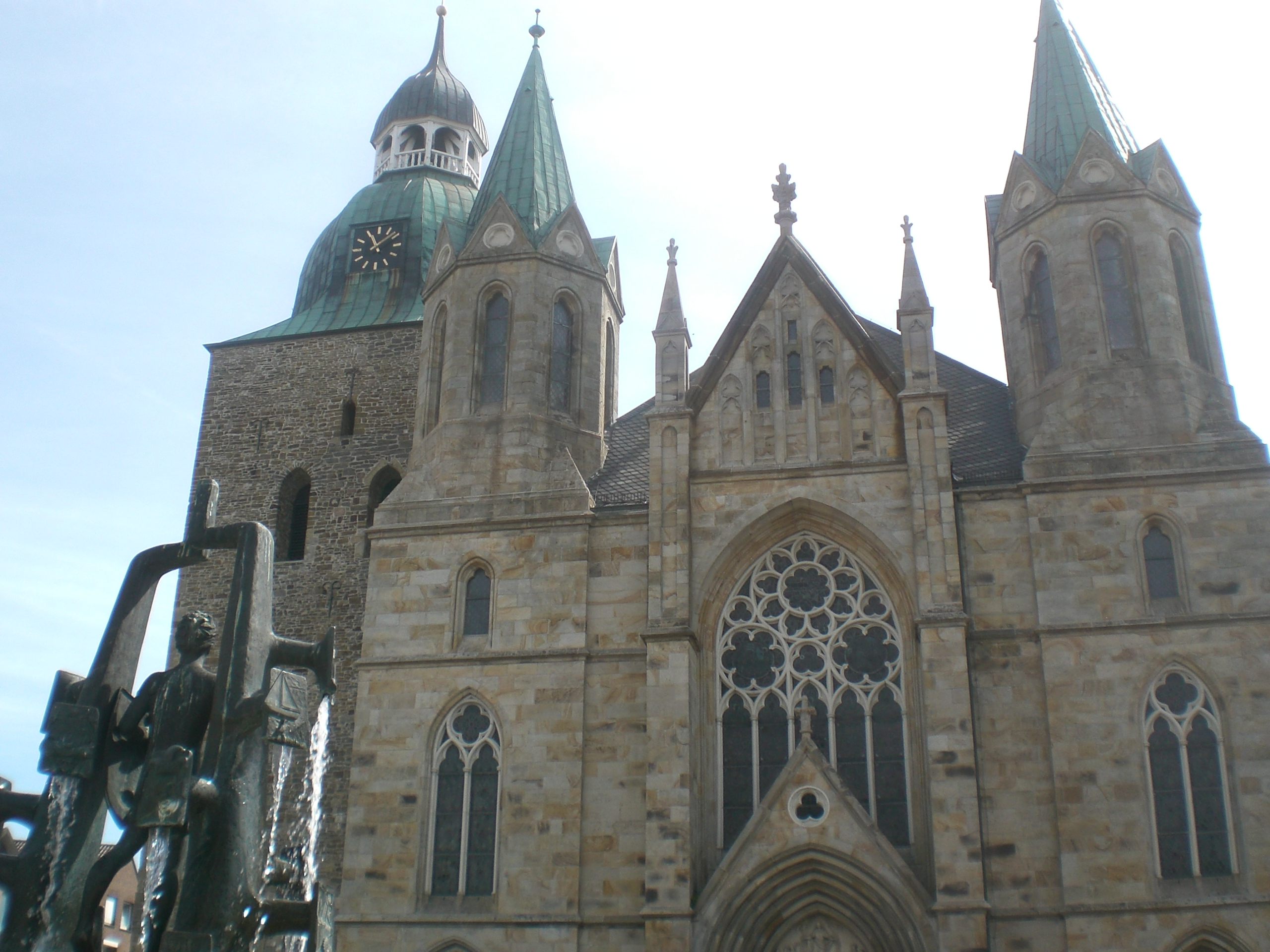
Frontansicht

Die katholische Pfarrkirche St. Viktor steht in der Stadt Damme im Landkreis Vechta, Niedersachsen. Wegen ihrer Größe und Bedeutung für die Region heißt sie im Volksmund auch Dammer Dom.

## Geschichte
Die Dammer Kirche wurde als Mutterkirche des altsächsischen Gaues Dersi durch den ersten Osnabrücker Bischof Wiho im 8. Jahrhundert gegründet. Kirchenpatron ist der hl. Viktor von Xanten.
Kirchlich gehörte Damme zur Diözese Osnabrück. Politisch kam es 1252 mit der Herrschaft Vechta an das Hochstift Münster. 1666 erlangte der Münsterische Fürstbischof Christoph Bernhard von Galen auch die kirchliche Zuständigkeit im Niederstift.
Nach dem Ende der geistlichen Fürstentümer und dem Wiener Kongress wurden in Ausführung der päpstlichen Bullen „De salute animarum“ (1821) und „Impensa Romanorum Pontificum“ (1824) die katholischen Pfarreien des Großherzogtums Oldenburg dem Bistum Münster zugewiesen, das in Vechta ein Offizialat für dieses Gebiet einrichtete.
Von dem ursprünglich weit ausgedehnten Pfarrbezirk Damme wurden abgetrennt: 1159 Neuenkirchen mit Vörden, 1187 Steinfeld, 1827 Holdorf, 1901 Osterfeine und 1925 Rüschendorf.

## Architektur

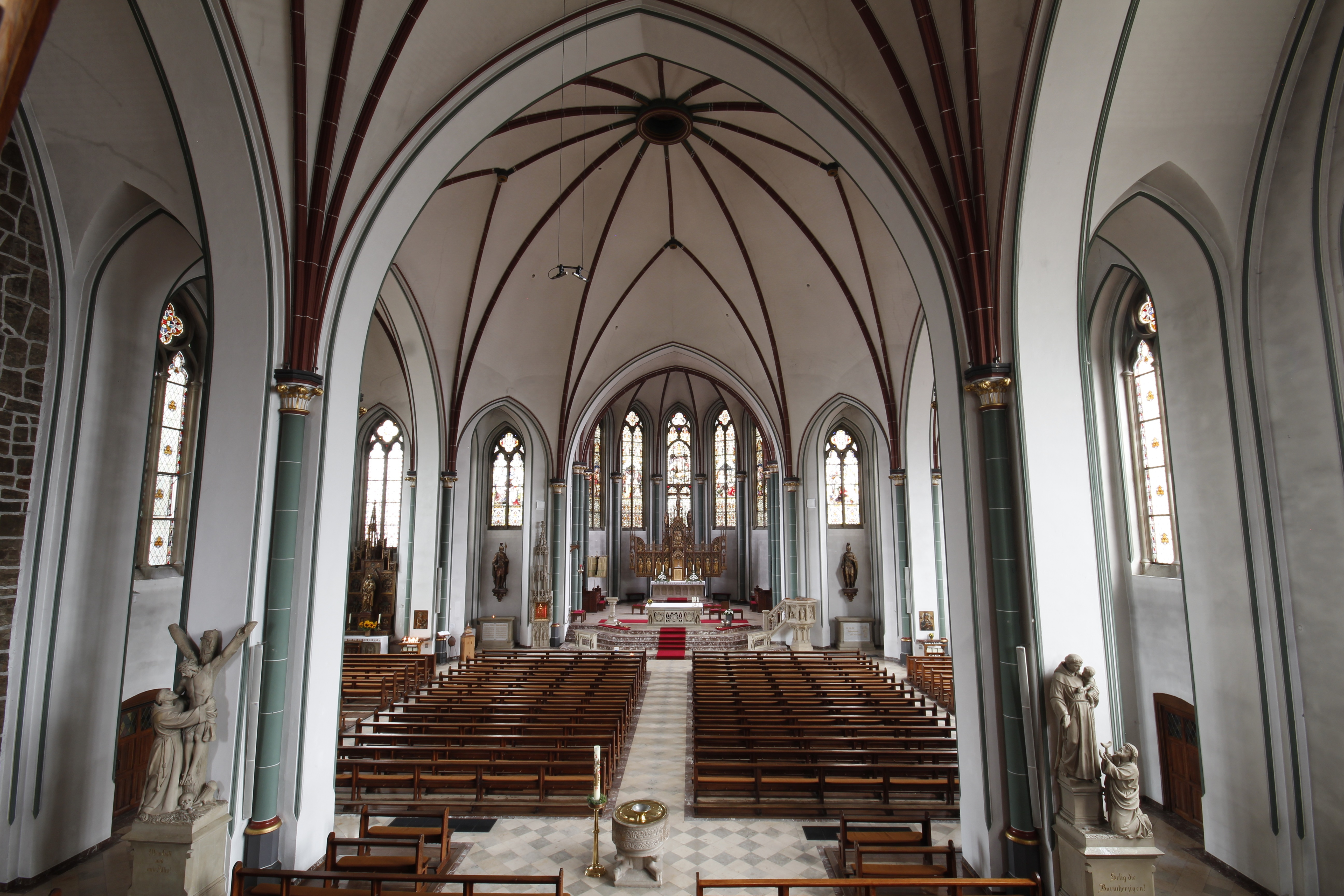
Innenraum

Die neugotische Hallenkirche mit Querhaus wurde von dem Architekten und früheren Bremer Baurat Heinrich Flügel entworfen und zwischen 1904 und 1906 errichtet.
Der Vorgängerbau – eine frühgotische Hallenkirche von 1435 (Ergänzung durch einen Chor 1501) – schloss sich östlich an den Turm an und wurde 1903 abgerissen. Eine lange Diskussion gab es um den mächtigen, aus Feldsteinen errichteten romanischen Turm aus dem 13. Jahrhundert, für dessen Erhalt man sich schließlich entschied. Mit seiner barocken Haube überragt er die bewusst schlank und niedrig gehaltenen Türme der neuen Portalfront.
1905 vollendete man den neugotischen Bau Heinrich Flügels mit den Dammer Bauunternehmern Heinrich und Josef Römer unter Belassung des alten Turms. Dessen ungeachtet bestand seinerzeit auch noch Planung für einen neuen neugotischen Turm.
Äußeres und Inneres der Kirche sind als Gesamtkunstwerk des Historismus zu sehen.
Der alte Turm von St. Viktor überragt Damme wie derjenige einer mittelalterlichen Kathedrale und ist damit das Wahrzeichen der Stadt Damme. Sein Sockel mit einem romanischen Rundbogenportal, dem frühen Haupteingang zur Kirche, stammt aus der Zeit um 1300, der mittlere Teil ist gotisch, während die barocke Haube nach dem großen Dammer Brand 1693 aufgesetzt wurde. Im Turm befinden sich vier Glocken, die von der Glockengießerei Petit & Gebr. Edelbrock gegossen wurden, die Kleine Glocke 1924, die anderen 1949. Sie haben die Stimmung c′ (Viktorglocke), e′ (Herz-Jesu-Glocke), g′ (Marienglocke), a′ (Kleine Glocke), welche dem Läutemotiv „Salve Regina“ entspricht.

## Ausstattung
Von der Ausstattung der Vorläuferkirche übernahm man 1906 nur das hochgotische Sakramentshäuschen von 1501 und den romanischen Taufstein des sogenannten Bentheimer Typs aus der Zeit um 1150. In der Kapelle im alten Turm befindet sich die Gedächtnisstätte für die Gefallenen der beiden Weltkriege.

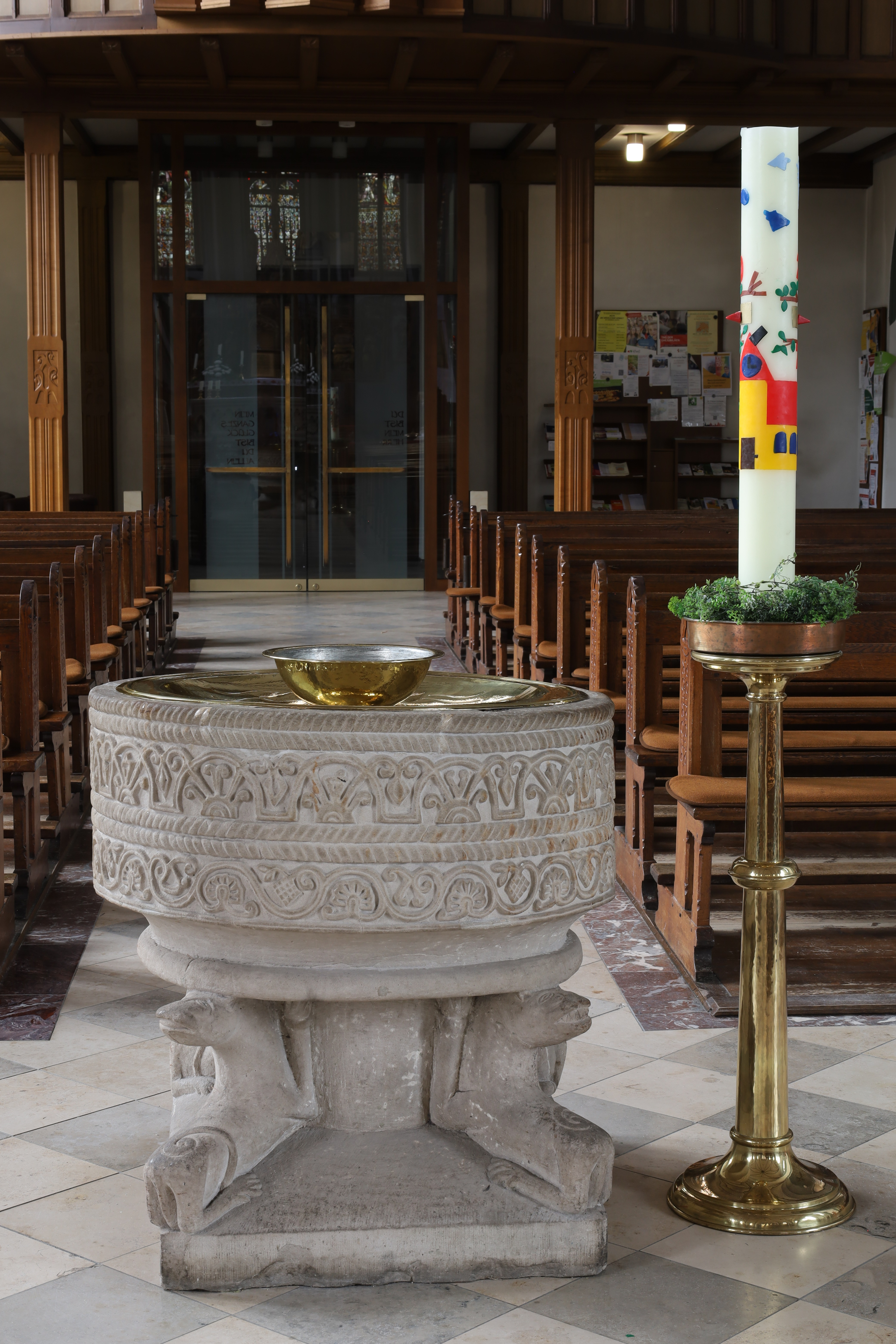
Taufstein aus dem 12. Jahrhundert

Im Inneren besonders sehenswert sind die großartigen Fenster, der romanische Taufstein aus dem 12. Jahrhundert, das Sakramentshäuschen aus dem 15. Jahrhundert sowie zahlreiche weitere Kunstwerke aus dem 19. und beginnenden 20. Jahrhundert.

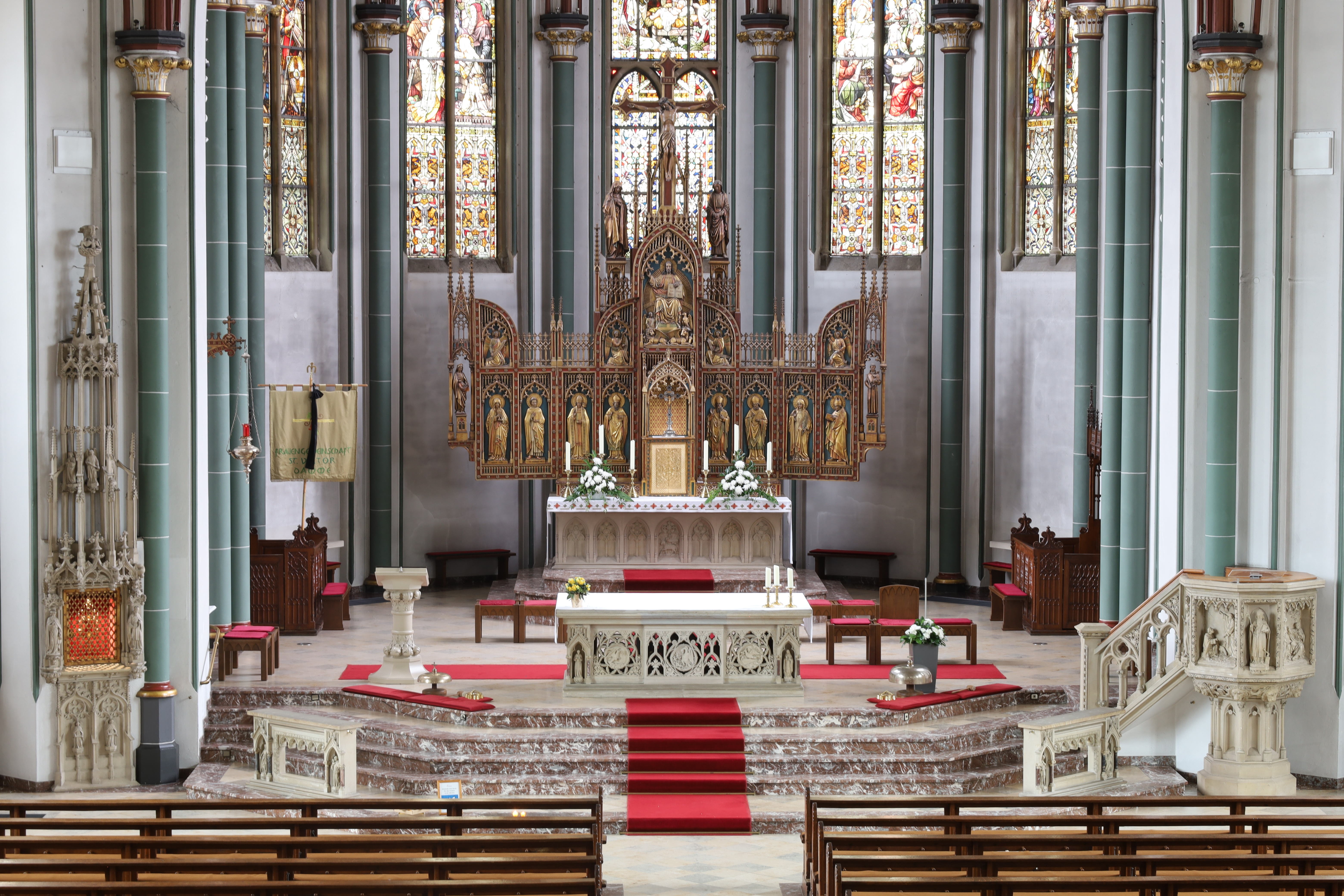
Chorraum mit Altar
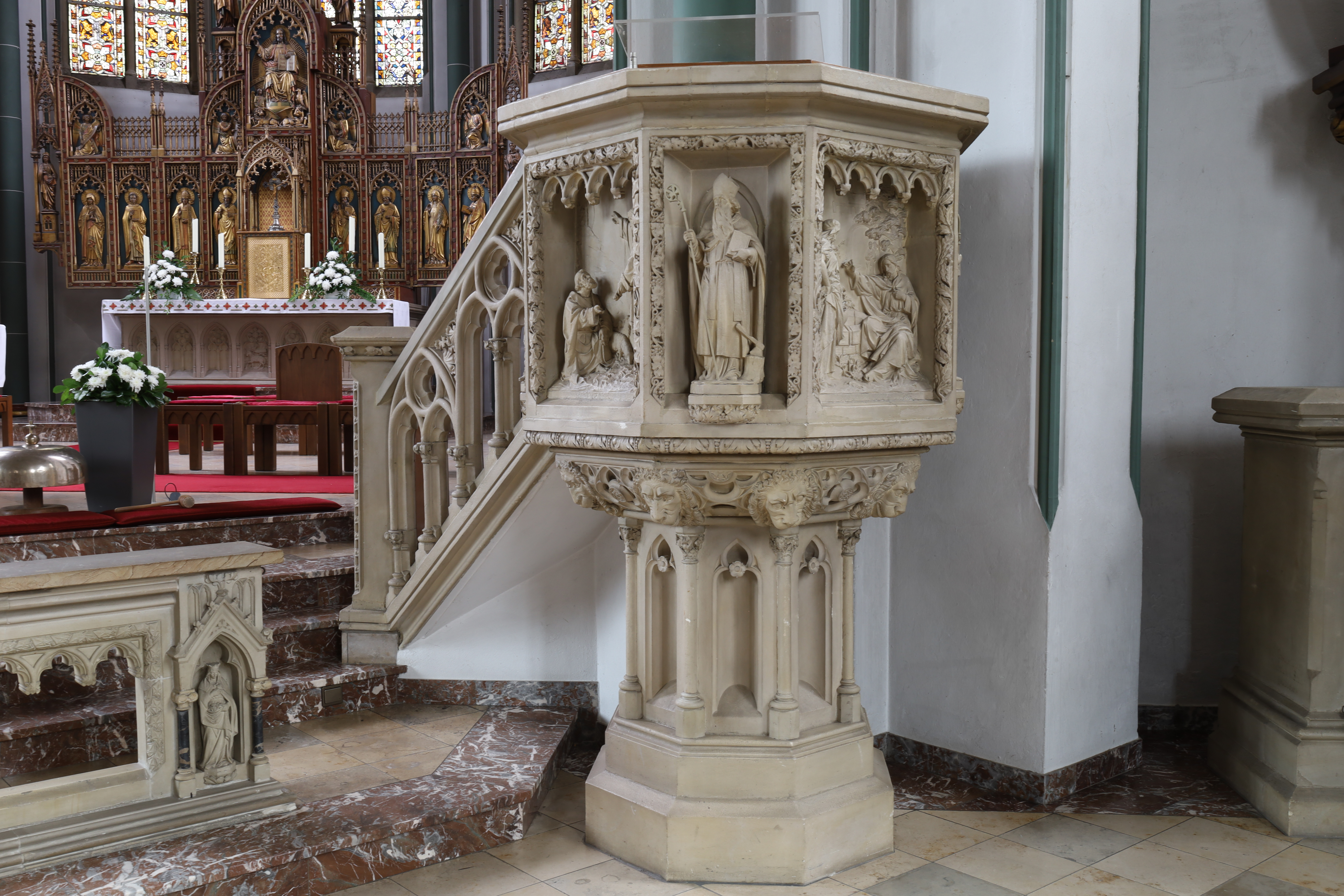
Kanzel
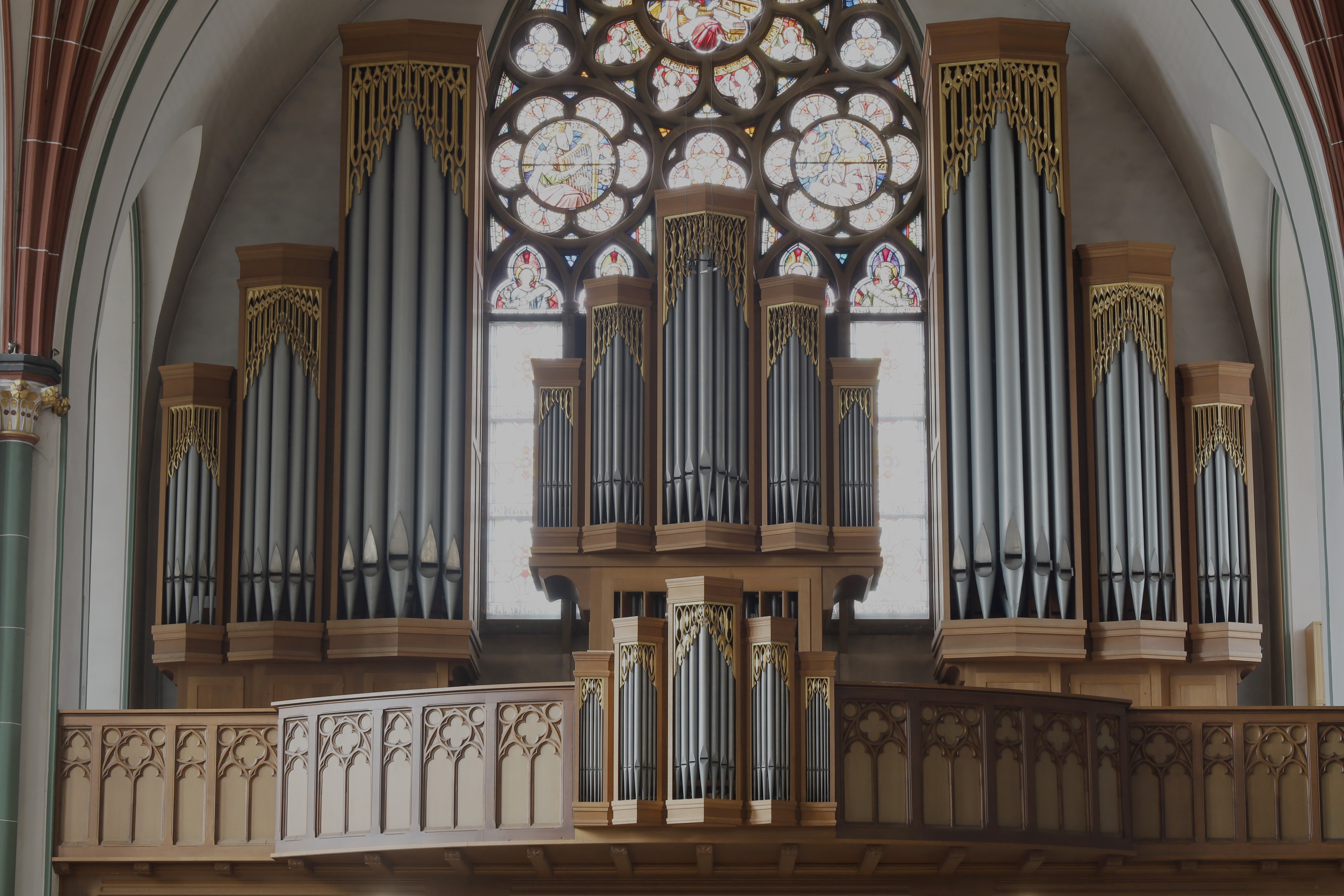
Führer-Orgel

## Orgel
Die Orgel wurde 1975 durch die Orgelbaufirma Alfred Führer (Wilhelmshaven) erbaut. Das Instrument hat 40 Register und ein Glockenspiel auf drei Manualen und Pedal. Die Spieltrakturen sind mechanisch, die Registertrakturen elektrisch. Besonderheiten sind das große französisch-romantische Schwellwerk sowie das Glockenspiel. Die Orgel wurde 2013 durch die Orgelbaufirma Fleiter (Münster) renoviert.
| I Rückpositiv C–g3 |                  |       |
| 1.                 | Metallgedackt    | 8′    |
| 2.                 | Quintade         | 8′    |
| 3.                 | Praestant        | 4′    |
| 4.                 | Blockflöte       | 4′    |
| 5.                 | Waldflöte        | 2′    |
| 6.                 | Quinte           | 1 ⁄3′ |
| 7.                 | Sesquialtera II  | 2 ⁄3′ |
| 8.                 | Scharff IV       | 1′    |
| 9.                 | Franz. Krummhorn | 8′    |
|                    | Tremulant        |       |

| II Hauptwerk C–g3 |             |       |
| 10.               | Praestant   | 8′    |
| 11.               | Koppelflöte | 8′    |
| 12.               | Oktave      | 4′    |
| 13.               | Spitzflöte  | 4′    |
| 14.               | Quinte      | 2 ⁄3′ |
| 15.               | Oktave      | 2′    |
| 16.               | Mixtur VI   | 1 ⁄3′ |
| 17.               | Trompete    | 16′   |
| 18.               | Trompete    | 8′    |

| III Schwellwerk C–g3 |                 |        |
| 19.                  | Bordun          | 16′    |
| 20.                  | Holzgedackt     | 8′     |
| 21.                  | Gemshorn        | 8′     |
| 22.                  | Schwebung       | 8′     |
| 23.                  | Prinzipal       | 4′     |
| 24.                  | Rohrflöte       | 4′     |
| 25.                  | Nasat           | 2 ⁄3′  |
| 26.                  | Prinzipal       | 2′     |
| 27.                  | Terzflöte       | 1 3⁄5′ |
| 28.                  | Mixtur IV-VI    | 2⁄3′   |
| 29.                  | Bombarde        | 16′    |
| 30.                  | Trompette harm. | 8′     |
| 31.                  | Trompete        | 4′     |
|                      | Tremulant       |        |
|                      | Glockenspiel    |        |

| Pedal C–f1 |              |       |
| 32.        | Praestant    | 16′   |
| 33.        | Subbass      | 16′   |
| 34.        | Oktave       | 8′    |
| 35.        | Gedackt      | 8′    |
| 36.        | Hohlflöte    | 4′    |
| 37.        | Bauernflöte  | 2′    |
| 38.        | Rauschbass V | 2 ⁄3′ |
| 39.        | Posaune      | 16′   |
| 40.        | Trompete     | 8′    |

- Koppeln: I/II, III/II, III/I, I/P, II/P, III/P
- Spielhilfen: Elektronische Setzeranlage (4096 Kombinationen) mit Sequenzern und 3 Schlüsseln

- Kirchenmusiker an St. Viktor ist seit 2008 Gabriel Isenberg